# Sergio Ibarra
Sergio Ramón Ibarra Guzmán (Río Cuarto, 11 de janeiro de 1973) é um ex-futebolista e treinador de futebol argentino-peruano que atuava como atacante. Embora não fosse um jogador de grande técnica, é o maior artilheiro da história do Campeonato Peruano, com 261 gols.

## Carreira
Tendo iniciado sua carreira nas divisões baixas do futebol argentino (jogando pelo Sportivo Atenas, em 1991), Ibarra jogou a maior parte de seus 23 anos como jogador no Peru, tendo chegado ao país andino em 1992 para defender o Ciclista Lima.
Após defender Alianza Atlético e Deportivo Municipal, começaria a se destacar em 1998, jogando pelo Sport Boys. Nos Rosados, foram 61 jogos e 18 gols em 2 temporadas. Tirando as passagens rápidas por Águila (El Salvador) e Once Caldas (Colômbia), Ibarra permaneceria no Peru, sempre ficando entre os artilheiros do campeonato nacional da primeira divisão. Nesse período, atuou por Alianza Atlético (segunda passagem), Unión Huaral e Estudiantes de Medicina.
Ganharia notoriedade em 2004, quando foi campeão da Copa Sul-Americana, quando seu clube na época, o Cienciano, derrotou o tradicional Boca Juniors na decisão. Ele ainda foi o argentino que mais fez gols no ano: 21 (um a mais que Carlos Tévez, Andrés Silvera e Luis Bonnet, e 2 a mais que o terceiro colocado, Javier Saviola). Pelo Melgar, entrou para a história do futebol peruano ao fazer seu 195º gol no campeonato, ultrapassando os 194 tentos de Oswaldo Ramírez. Teve ainda uma passagem pelo Juan Aurich, onde novamente mostrou seu faro de goleador ao fazer 15 gols em 32 partidas.
Voltaria ao Cienciano em 2010, mas com a crise financeira vivida pelo clube, o atacante chegou a ser jogador e técnico ao mesmo tempo. Passou ainda por Sport Huancayo (também como jogador e treinador), José Gálvez (onde também jogara em 2006) e San Simón, onde encerrou a carreira em 2014 como o maior goleador da história do futebol peruano, com 306 gols. Embora possua a cidadania do país andino, Ibarra nunca foi lembrado para defender a Seleção nacional.

## Carreira de treinador
Além de ter sido jogador e técnico em Cienciano (onde também foi auxiliar-técnico) e Sport Huancayo, Checho foi auxilar e treinador do Deportivo Coopsol entre 2015 e 2016. Seu último trabalho foi novamente pelo Cienciano, em 2017.